# 劳里斯
劳里斯是奥地利萨尔茨堡州滨湖采尔县的一个市镇。总面积233.02平方公里，总人口3104人，人口密度13.3人/平方公里（2005年）。